# Мукдахан (провинция)
Мукдахан (тайск. จังหวัดมุกดาหาร) — провинция в Таиланде. Находится в регионе Исан на северо-востоке страны. Административный центр — город Мукдахан.

## История
Провинция была образована 27 сентября 1982 года. С 1907 года и до этого момента она входила в состав провинции Накхонпханом.

## География
Большая часть провинции расположена в долине Меконга, а на её западе возвышаются горы Пхупха, покрытые густыми лесами. Граничит с провинциями Накхонпханом (на севере), Саконнакхон (на северо-западе), Каласин (на западе), Ройет (на юго-западе), Ясотхон и Амнатчарен (на юге), а также с Лаосом (на востоке). Граница с Лаосом (с провинцией Саваннакхет) полностью проходит по реке Меконг. Площадь провинции составляет 4339,8 км².

## Население
По состоянию на 2015 год население провинции составляет 348 101 человека. Плотность населения — 80 чел/км². Численность женской части населения (49,9 %) немного уступает численности мужской (50,1 %).

## Административное деление
В административном отношении подразделяется на 7 районов (ампхе), которые в свою очередь делятся на 53 подрайона (тамбона) и 493 деревни (мубана).